# 1907 en Saskatchewan
Chronologie de la Saskatchewan
- 1903
- 1904
- 1905
- 1906
- 1907
- 1908
- 1909
- 1910
- 1911

Cette page concerne des événements d'actualité qui se sont produits durant l'année 1907 dans la province canadienne de la Saskatchewan.

## Politique
- Premier ministre : Thomas Walter Scott
- Chef de l'Opposition :
- Lieutenant-gouverneur : Amédée Emmanuel Forget
- Législature :

## Événements
- 12 octobre : le libéral William Ferdinand Alphonse Turgeon remporte l'élection partielle du Prince Albert City à la suite de la démission de John Henderson Lamont (en).
- 3 décembre : le Diocèse de Prince-Albert a été érigé. Albert Pascal devient le premier évêque.